# Academia Cubana da Língua
A Academia Cubana da Língua (do espanhol: Academia Cubana de la Lengua), é uma associação de acadêmicos e especialistas sobre o uso da língua espanhola em Cuba. Foi fundada em 19 de maio de 1926, em La Habana. É membro da Associação de Academias da Língua Espanhola.
A academia teve como membros fundadores Adolfo Bonilla San Martín (1875–1926), Manuel Serafín Pichardo (1863–1937), José Ma. Chacón(1892–1969) e Fernando Ortiz (1881–1969).